# Exempli gratia
L'expression latine « exempli gratia » est principalement utilisée par les anglophones, sous sa forme abrégée « e.g. » ou « e. g. », pour illustrer son point de vue à l'aide d'un exemple.  Elle signifie littéralement : « pour l'exemple » ; de : exemplum (« exemple »), exempli au génitif, et de gratia (à l'ablatif), employé comme préposition postposée. 
En langue française, l'expression « par exemple » (abréviation : « p. ex. ») est privilégiée.
On peut trouver également chez les anglophones, pour dire la même chose, « v. g. » (« verbi gratia »), soit : « par la grâce de l'expression ».